# Aeródromo El Tapihue
El Aeródromo El Tapihue (OACI: SCTW) es un terminal aéreo ubicado a 7 kilómetros al este de Casablanca, Provincia de Valparaíso, Región de Valparaíso, Chile. Es de propiedad privada y actualmente alberga al centro de paracaidismo Skydive Aloha.